# Six Flags Great Adventure
Six Flags Great Adventure es un parque temático situado en Jackson (Nueva Jersey, Estados Unidos), ubicado a 105 kilómetros de la ciudad de Nueva York, a 96 kilómetros de Newark y a 80 kilómetros de Filadelfia. Está situado junto a Six Flags Wild Safari Animal Park y el parque acuático Six Flags Hurricane Harbor. Propiedad de la marca Six Flags, es conocido por montañas rusas como Batman: The Ride, Bizarro, Green Lantern, Nitro, Superman: Ultimate Flight y The Joker. En él se encuentra también la montaña rusa más alta y con la caída más grande del mundo (y la segunda más rápida tras Formula Rossa, Kingda Ka), y una de las montañas rusas de madera más altas, rápidas y con mayor ángulo de caída del mundo, El Toro.

## Historia
El restaurador Warner LeRoy propuso en 1972 la construcción de un complejo de entretenimiento en la zona, aprovechando que el gran afecto que tenía la gente de aquel lugar a la naturaleza. Propuso siete parques que se construirían en medio de bosques y rodeados de lagos, en una propiedad perteneciente entonces a la familia Switlik.
Las Industrias Hardwicke habían construido safaris en Canadá y Europa y colaboró con LeRoy en la planificación de los parques. Fue entonces cuando se inició la construcción de los mismos que, teóricamente, se alargaría unos cinco años. Sin embargo, los elementos de cuatro de los parques previstos se combinaron para crear un parque de diversiones, el "Enchanted Forest”. 
El "Enchanted Forest” fue construido con el objetivo de que todo lo que había en él pareciera mirarse a través de los ojos de un niño, pues casi todo era más grande de lo normal. Poco a poco, en los años siguientes, se fueron incorporando nuevos parques, atracciones, zonas, espectáculos hasta que a finales del año 1977, la compañía Six Flags compró el parque que, para aquellas fechas, había logrado ya una fama relativa y contaba con bastantes atracciones y algunas montañas rusas. Sin embargo, y con el objetivo de que el parque pudiese competir con los más grandes de aquella fecha, la compañía añadió en 1979 una montaña rusa de madera llamada Rolling Thunder, un barco pirata, una atracción de rápidos, una alfombra voladora y Drop Towers, para inaugurarlo antes del décimo aniversario del parque.
Al igual que otros parques de Six Flags, como Six Flags Great America, Six Flags Great Adventure consigue atraer a millones de personas de todo el mundo todos los años. Los sábados, la mayor parte de los visitantes provienen de Nueva York o de Filadelfia, y el resto de la semana provienen de lugares circundantes.

## Áreas del parque

### Main Street
Es la primera área a la que se accede al entrar en el Parque. Es el lugar donde se encuentran la mayor parte de las tiendas, las mascotas del parque y demás animadores y restaurantes tales como Carnegie Deli, Papá Johns, Johnny Rockets Express y Cold Stone Creamery. La fuente de Main Street es un punto focal típico para los grupos y un hito para encontrar la salida del parque. Esta zona recibe su nombre de Main Street U.S.A., en Disneyland.

### Fantasy Forest
Fantasy Forest se sitúa paralela a Main Street y conecta el Este y el Oeste del Parque. Incluye las siguientes atracciones: "Patrina Williams Carousel” y “Enchanted Tea Cups” Esta área tiene como tema con la fantasía y hace referencia a Fantasyland, en Disneyland.

### Adventure Alley
Callejón en donde se encuentran aventuras, desde algunas más suaves como "Air Jumbo”, hasta las más extremas como La Rueda “Big Wheel” y el “SkyScreamer”, un Star Flyer de 61 metros de altura.

### Adventure Seaport
Representa un puerto, en el que se encuentra la Montaña Rusa Nitro y los Rápidos Congo Rapids.

### Lakefront
Se extiende a orillas del lago, en paralelo con la zona anterior. Las siguientes atracciones se encuentran en Lakefront: la Indoor Coaster Skull Mountain, la Family Coaster "Harley Quinn Crazy Train”, El Barco Pirata “Buccaneer” La Atracción Jolly Roger y la 4D Free Fly Coaster The Joker.

### Movie Town
Hogar de los Super Héroes de DC Comics, donde se encuentran las Montañas Rusas The Dark Knight Coaster, Batman: The Ride y La Nueva Atracción Extrema Cyborg: Cyber Spin, abierta en 2018.

### Boardwalk
Situada a la izquierda de la entrada, esta zona representa un paseo marítimo (Boardwalk en inglés), donde se encuentran juegos de destreza como Midway, La Atracción Twister y las Montañas Rusas Superman: Ultimate Flight y Green Lantern.

### Frontier Adventures
Zona inspirada en El Viejo Oeste, aquí se encuentra La Nueva Medusa, La Mine Train Coaster "Runaway Mine Train”, “Saw Mill Log Flume”, una Atracción Acuática de troncos y un paseo por un safari que se llama Safari Off Road Adventure. Es una de las atracciones más populares del parque.

### Looney Tunes Seaport
Abierta en 1999 y dedicada a los niños y a la familia en general, aquí se encuentran las atracciones Krazy Kups, una versión infantil de las Tazas de Té, Taz Tornado, unas sillitas voladoras para niños, y La Kiddie Coaster Road Runner Railway, con el Correcaminos de los Looney Tunes como reclamo.

### Bugs Bunny National Park
Otra área infantil abierta en 2006, que se encuentra entre "Lakefront” y “Frontier Adventures”. En esta hay seis atracciones para los más pequeños como Bugs Bunny Camp Carousel, un carrusel en miniatura, y Porky Pig Camp Wagons, una Rueda Infantil, entre otros juegos para niños. La zona constituye un parque de atracciones en miniatura, ya que algunas de ellas son réplicas en miniatura de las existentes en otras partes del parque.

### Safari Kids
Abierto en 2007 como Wiggles World y en 2011 como Safari Kids, en esta área se hallan más atracciones infantiles, como Air Safari, Bugaboo, Sky Zooma. Es la cuarta área temática de Six Flags Great Adventure dedicada a los niños y a la familia.

### The Golden Kingdom
La zona la domina por completo la Montaña Rusa más popular del parque, Kingda Ka, que es la más alta del mundo. En esta zona también están los ses Tigres De Bengala que son propiedad del Parque.

### Plaza del Carnaval
Ambientada en España, aquí se encuentra la única Montaña Rusa de madera del parque, El Toro, y otras dos atracciones más como Tango, una atracción familiar, y El Diablo, que abrió sus puertas en 2015. Es una atracción extrema tipo Super Loops, como Los Clones, que se encuentran en las Ferias. El Diablo cerró en 2018 y se trasladó a Six Flags La Ronde en Canadá, donde se llama Chaos desde 2019.